# Martin Marcellusi
Martin Marcellusi, né le 5 avril 2000 à Rome, est un coureur cycliste italien. 

## Biographie
Originaire de Rome, Martin Marcellusi grandit au sein d'une famille passionnée par le monde du vélo. Son père suit assidûment ce sport, et son grand frère Daniel a lui-même mené une carrière cycliste en amateur. Inspiré par ce dernier, il commence le cyclisme à l'âge de sept ans en s'inscrivant dans son premier club,. 
En 2018, il se classe notamment deuxième d'une étape de la Course de la Paix juniors, manche de la Coupe des Nations Juniors. Il poursuit ensuite sa carrière chez les espoirs. Bon puncheur, il brille dans des épreuves du calendrier amateur italien. Il termine également deuxième d'une édition du Trophée de la ville de San Vendemiano, ou encore troisième de la Ruota d'Oro en 2021.
Marcellusi finalement passe professionnel en 2022 au sein de l'UCI ProTeam italienne Bardiani CSF Faizanè. Dès sa première saison, il remporte le Trofeo Piva, une course réservée aux moins de 23 ans. Il termine par ailleurs deuxième du Gran Premio della Liberazione, troisième du Gran Premio Capodarco, quatrième de la Carpathian Couriers Race, septième de la dernière étape du Tour de Grande-Bretagne ou neuvième du Piccolo Giro di Lombardia. 
Lors de la saison 2023, il finit dixième de l'Eschborn-Francfort, une épreuve inscrite au calendrier de l'UCI World Tour. Il se classe aussi septième du Tour du Piémont et treizième du Tour de Slovénie. La même année, il participe au Tour d'Italie. Pour son premier grand tour, il s'échappe à plusieurs reprises et termine quinzième de deux étapes. En novembre, son contrat avec sa formation est prolongé jusqu'en fin d'année 2026.

## Palmarès
- 2018
  - 2e du Gran Premio Sportivi di Sovilla
  - 2e du Trofeo Guido Dorigo
  - 3e du Trophée de la ville de Loano
  - 3e de la Coppa Pietro Linari
- 2019
  - Florence-Empoli
  - 2e du Trophée de la ville de San Vendemiano
  - 3e du Grand Prix De Nardi
  - 3e du Trophée Almar
  - 3e du Trofeo Gianfranco Bianchin
- 2020
  - 3e de la Coppa Giulio Burci
- 2021
  - Trophée Mario Zanchi
  - Coppa del Mobilio (contre-la-montre)
  - 2e du Grand Prix de la ville d'Empoli
  - 3e de la Coppa Lanciotto Ballerini
  - 3e de la Ruota d'Oro
- 2022
  - Trofeo Piva
  - 2e du Gran Premio della Liberazione
  - 3e du Gran Premio Capodarco
- 2023
  - 10e d'Eschborn-Francfort
- 2025
  - 2e du Trofeo Serra Tramuntana

## Résultats sur les grands tours

### Tour d'Italie
3 participations
- 2023 : 99e
- 2024 : 99e
- 2025 : 75e

## Classements mondiaux
| Année                                 | 2019  | 2020  | 2021  | 2022 | 2023 |
| ------------------------------------- | ----- | ----- | ----- | ---- | ---- |
| Classement mondial                    | 1559e | 1352e | 1422e | 572e | 486e |
| UCI Europe Tour                       | 1035e | 1028e | 1012e | 447e | nc   |
|                                       |       |       |       |      |      |
| Légende : nc = non classéSource : UCI |       |       |       |      |      |